# 90 a. C.
El año 90 a. C. fue un año del calendario romano prejuliano. En el Imperio romano, fue conocido como el año 664 Ab Urbe condita.

## Acontecimientos
- Inicia la guerra Social o de los Aliados en Roma

## Nacimientos
- Aulo Hircio, político y militar romano.

## Fallecimientos
- Sima Qian, historiador chino.